# Weekends!!!
Weekends!!! è un singolo del DJ statunitense Skrillex, l'unico estratto dal secondo EP My Name Is Skrillex e pubblicato il 25 ottobre 2010. Il singolo vede la partecipazione della rapper Sirah.

## Tracce
1. Weekends!!! (feat. Sirah) – 4:45
2. Weekends!!! (feat. Sirah) (Zedd Remix) – 5:23

## Classifiche
| Classifica (2011)                      | Posizione massima |
| -------------------------------------- | ----------------- |
| Stati Uniti (dance/electronic digital) | 25                |
| Classifica (2012)                      | Posizione massima |
| Canada                                 | 93                |
| Germania                               | 100               |